# Sant Martí de Solduga
Sant Martí de Solduga és una antiga església parroquial romànica de Solduga, pertanyent al terme de Baix Pallars, al Pallars Sobirà. Formà part de l'antic terme de Baén. Aquesta església romànica va ser substituïda al segle xix per la nova església de Sant Martí de Solduga, avui dia totalment reconstruïda.
És una església d'una sola nau amb absis a llevant, tot dins de les característiques línies del romànic del segle xi. L'absis està decorat amb arcuacions llombardes. És en ruïnes.

## Descripció
És al sector nord-oest de la població, mig aixoplugada sota la bauma que acull les restes d'aquest poble. Està construïda en un relleix de roca, d'una certa dificultat d'accés.
No és del tot una església troglodítica, si bé aprofita la paret de la roca com a mur nord del temple. Per això presenta una planta rectangular irregular, no del tot encarada en la direcció llevant-ponent, com era habitual en el romànic. Capça la nau un absis semicircular, estret i irregular, amb un arc presbiteral amb muntants descentrats i un únic plec. Actualment encara es conserva la coberta de mitja nau, si bé es veu que aquesta coberta fou modificada en diverses avinenteses. La volta, de pedra tosca, és de mig punt, deformat pel pas del temps, i l'absis és coronat per una volta de quart de canó. La coberta exterior era amb lloses de pedra.
Es conserva bona part de l'arrebossat original, que cobria el parament romànic. La porta s'obria a la façana sud, a l'únic lloc que el relleu de la roca permetia; i hi havia dues finestres al mur meridional, d'arc de mig punt (si bé una ha quedat molt destruïda). La finestra de l'absis és de doble esqueixada. L'aparell és irregular, com la major part d'esglésies de construcció rural, i és del segle xi.
Fins al segle xiii no apareix documentada aquesta església que, per a l'estil, és clarament anterior. Com moltes altres, apareix en donacions fetes a Santa Maria de Gerri.